# Gørild Mauseth
Gørild Mauseth, född 24 april 1972, är en norsk skådespelare.
Hon filmdebuterade 1993 med rollen som Ragna i Telegrafisten. Mest känd är hon för sin nakenroll i filmen Brent av frost från 1997. Hon är gift med italienaren Tommaso Mottola sedan 2005.

## Filmografi (urval)
- 2005 – Deadline Torp (TV-serie)